# Stazione di Tione degli Abruzzi
Stazione di Tione degli Abruzzi vasútállomás Olaszországban, Tione degli Abruzzi településen.

## Vasútvonalak
Az állomást az alábbi vasútvonalak érintik:
- Terni–Sulmona-vasútvonal

## Kapcsolódó állomások
A vasútállomáshoz az alábbi állomások vannak a legközelebb:
- Stazione di Beffi
- Stazione di Fontecchio